# Elżbieta Luksemburska (1409–1442)

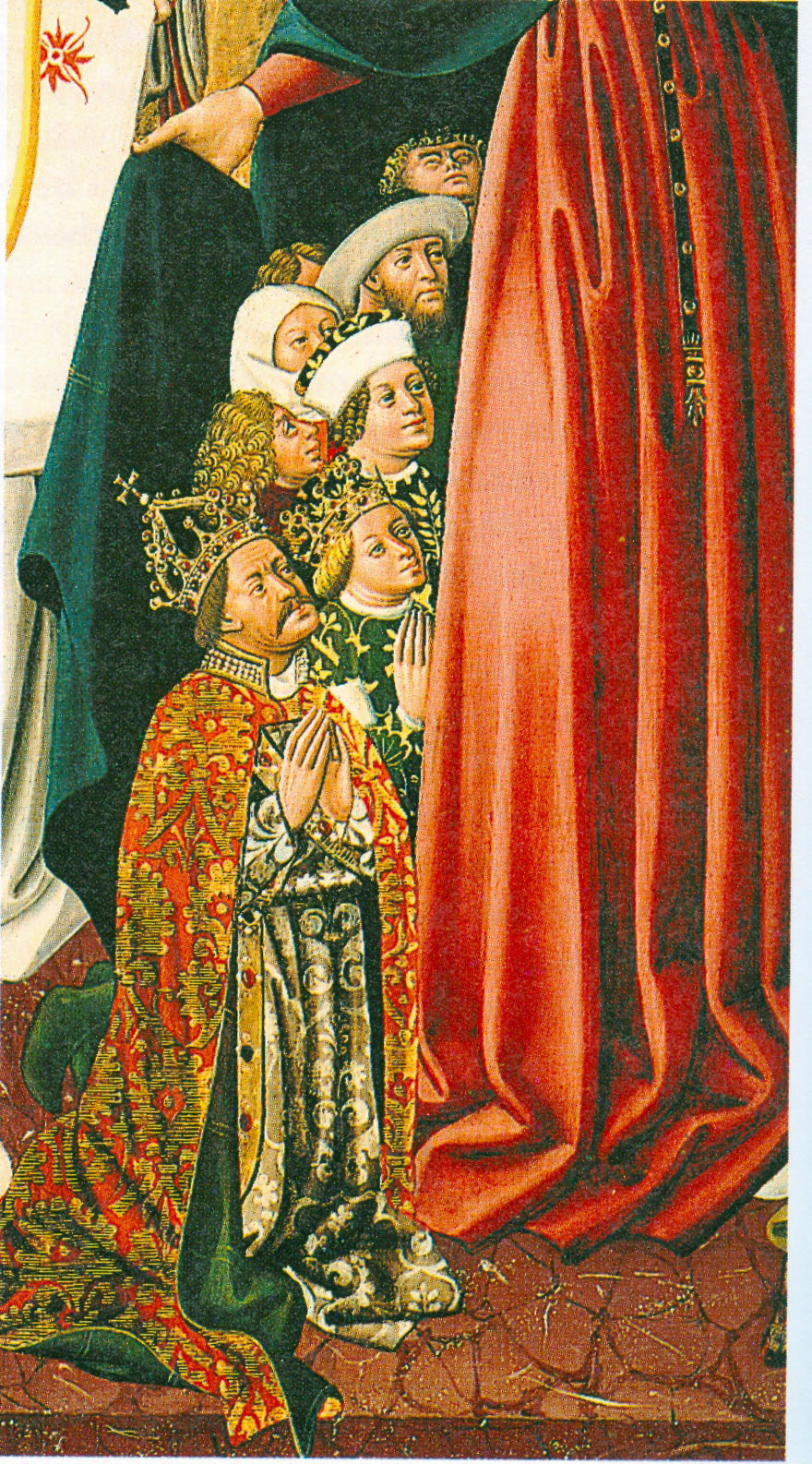
Albrecht II Habsburg z żoną Elżbietą Luksemburską na obrazie w Klosterneuburgu

Elżbieta Luksemburska (ur. 7 października 1409 r. w Wyszehradzie, zm. 19 grudnia 1442 r. w Győr lub Budzie) – cesarzówna niemiecka, królewna i królowa niemiecka, czeska i węgierska.

## Życiorys
Była córką Zygmunta Luksemburskiego i jego drugiej żony Barbary, córki Hermana II, hrabiego Celje. 7 października 1411 r. w Bratysławie została zaręczona z księciem Albrechtem II Habsburgiem.
Ślub odbył się 28 września 1421 r. w Bratysławie. Posag Elżbiety wyniósł 100 000 dukatów. Albrecht (1397–1439) był synem księcia Austrii Albrechta IV i Joanny, córki księcia Bawarii-Straubing Albrechta I. Albrecht i Elżbieta mieli razem dwóch synów i dwie córki:
- Anna (1432–1462), żona landgrafa Turyngii Wilhelma II Mężnego
- Jerzy(inne języki) (ur. i zm. 16 lutego 1435)
- Elżbieta Rakuszanka (1436–1505), żona króla polskiego i wielkiego księcia litewskiego Kazimierza IV Jagiellończyka
- Władysław Pogrobowiec (1440–1457), król Czech i Węgier

1 stycznia 1438 roku Elżbieta i Albrecht zostali koronowani odpowiednio na królową i króla Węgier. 18 marca 1438 r. Albrecht został wybrany na króla rzymskiego. Dopiero w kwietniu przybyło do Wiednia poselstwo stanów czeskich, które mu przedłożyło swoje żądania. Albrecht większość z nich przyjął. Ugrupowania bardziej radykalne opowiedziały się przeciw Habsburgowi, popierając kandydaturę polską (króla Polski Władysława III lub jego brata Kazimierza). 6 maja 1438 r. sejm ziemski powierzył czeską koronę Albrechtowi, który 15 czerwca 1438 r. przybył bez żony do Pragi. Elżbieta rządziła w tym czasie Węgrami. Koronacja Albrechta na króla czeskiego odbyła się 29 czerwca 1438 r. Wkrótce po niej z powodzeniem walczył z polskimi interwencjami. Albrecht zawarł w 1439 r. rozejm z Polską i powrócił na Węgry, gdzie walczył z Turkami, ale bez powodzenia. Zmarł nagle 27 października 1439 r.
Władzę na Węgrzech przejęła Elżbieta. Miała wtedy 30 lat i, jako córka Zygmunta, uważała się za prawowitą dziedziczkę Węgier. Przeciwny punkt widzenia reprezentowali panowie węgierscy, który uważali tron za elekcyjny i chętnie widzieliby na nim króla polskiego. Elżbieta spodziewała się dziecka i była przekonana, że będzie to syn. Rozpoczęła tworzenie własnego stronnictwa. Mogła liczyć na poparcie swoich krewniaków z rodu hrabiów Celje, m.in. na największego posiadacza ziemskiego na Węgrzech Ulryka II Cylejskiego, krewnego jej matki. Elżbietę popierały również możnowładcze rody Szécsich i Garaiów oraz książęca serbska dynastia Branković. Elżbieta mogła też liczyć na poparcie miast węgierskich. By zapewnić sobie wpływ na koronację przyszłego króla Elżbieta powołała swoich stronników na najważniejsze urzędy w kraju. Arcybiskupem ostrzyhomskim (który dokonywał koronacji) został Dionizy Szécsi, kasztelanem Wyszehradu (gdzie przechowywano insygnia) został Władysław Garai.
Do początku 1440 r. Elżbieta przebywała w Budzie, a jej zarządzenia były powszechnie respektowane. 1 stycznia 1440 r. zebrał się sejm węgierski, który miał zadecydować o losach korony. Państwu potrzebny był monarcha, który weźmie na siebie ciężar walki z Turkami. To wykluczyło ewentualnego syna Elżbiety. Pozostawali dwaj kandydaci, którzy mieli poślubić królową – Władysław III i syn despoty Serbii Djuradja Brankovicia, Lazara. Ostatecznie zwyciężyła kandydatura króla polskiego wspierana przez biskupa Egeru Szymona Rozgonyiego i Jánosa Hunyadyego. Posłowie węgierscy wyruszyli do Krakowa, gdzie zaproponowano Władysławowi koronę św. Stefana.
Elżbieta pozornie pogodziła się z decyzją sejmu. Wkrótce jednak wyjechała z Budy do Wyszehradu, gdzie przy pomocy zaufanych dworzan wykradła insygnia koronacyjne. Następnie ruszyła dalej na północ, w kierunku Preszburga. Po drodze, 22 lutego w mieście Győr, urodziła syna Władysława. Tymczasem 8 marca w Krakowie uroczyście ogłoszono zgodę króla polskiego na objęcie korony węgierskiej. W tej sytuacji Elżbieta postanowiła nie wpuścić Władysława na Węgry. Do wierności królowej wezwano miasta przygraniczne, a 15 maja syn Elżbiety został koronowany z pełnym obowiązującym ceremoniałem. Przysięgę koronacyjną w jego imieniu złożyła Elżbieta.
Władysław III wyruszył na Węgry dopiero w połowie kwietnia. Do Budy dotarł 22 maja. Sejm węgierski uznał koronację Władysława Pogrobowca za nieważną i złożył przysięgę na wierność królowi Polski, który 17 lipca został koronowany kopią korony św. Stefana przez arcybiskupa Szécsiego, który wcześniej koronował Pogrobowca. Wkrótce zresztą arcybiskup ponownie opowiedział się po stronie Habsburga.
Na Węgrzech rozpoczęła się wojna domowa. Elżbieta uzyskała silne poparcie miast na północy Węgier. Pozyskała też husyckiego najemnika Jana Jiskrę z Brandysu. Na południu kraju stronnicy Elżbiety zbierali wojska w celu ataku na Budę. W grudniu 1440 r. zostali oni jednak pokonani przez ściągnięte znad granicy tureckiej wojska Hunyadiego i Mikołaja Ujlakiego. W ciągu kilku następnych miesięcy, dzięki dyplomatycznym działaniom Mikołaja Lasockiego i Grzegorza z Sanoka pozyskano południe Węgier dla sprawy jagiellońskiej.
Po otrzymaniu posiłków z Polski Władysław wyruszył w 1441 r. do południowych i zachodnich Węgier całkowicie pacyfikując tę część kraju. W kwietniu zawarto ugodę z hrabiami Celje, który przeszli do obozu Władysława. Jednocześnie Jan Hunyadi spacyfikował Siedmiogród. W czerwcu 1441 r. Elżbieta udała się do Austrii, do krewniaka swojego męża, cesarza Fryderyka III. Pożyczyła od niego pieniądze na dalsze finansowanie wojny oraz powierzyła jego opiece swoje dzieci. Tymczasem koszty wojny domowej obciążały skarb Władysława. W 1442 r. szlachta polska coraz głośniej domagała się zawarcia ugody na Węgrzech. Również strona przeciwna była wyczerpana dwuletnią wojną. Dzięki mediacji legata papieskiego, kardynała Cesariniego rozpoczęto rokowania w Győr.
Ugodę podpisano 14 grudnia 1442 r. Doszło wówczas do osobistego spotkania króla Władysława z Elżbietą. Polski monarcha ofiarował królowej czarną szubę, przetykaną złotem i podbitą sobolami o wartości 260 florenów. Królowa w odpowiedzi podarowała Władysławowi kilka wierzchowców. Król zaprosił też Elżbietę na odpust do Budy po czym wyjechał 15 grudnia. Przy Elżbiecie pozostał Mikołaj Lasocki.
Dwa dni po wyjeździe Władysława Elżbieta zachorowała. Zmarła trzeciego dnia choroby 19 grudnia 1442 r. Kardynał Piccolomini pisał, że przyczyną jej śmierci była biegunka i zadawniona choroba kobieca. Podobną przyczynę podaje Jan Długosz. Z kolei kroniki austriackie mówią o otruciu Elżbiety za pomocą szuby sobolowej darowanej przez Władysława. Kilkanaście lat później jej córka poślubi brata Władysława, Kazimierza.                                                                                             
Jej matka, którą Elżbieta wygnała z kraju, przeżyła ją o kilkanaście lat.